# Cryptographis schroederi
Cryptographis schroederi là một loài bướm đêm trong họ Crambidae.